# Daugavpils spårväg

Spårvagnslinjekarta

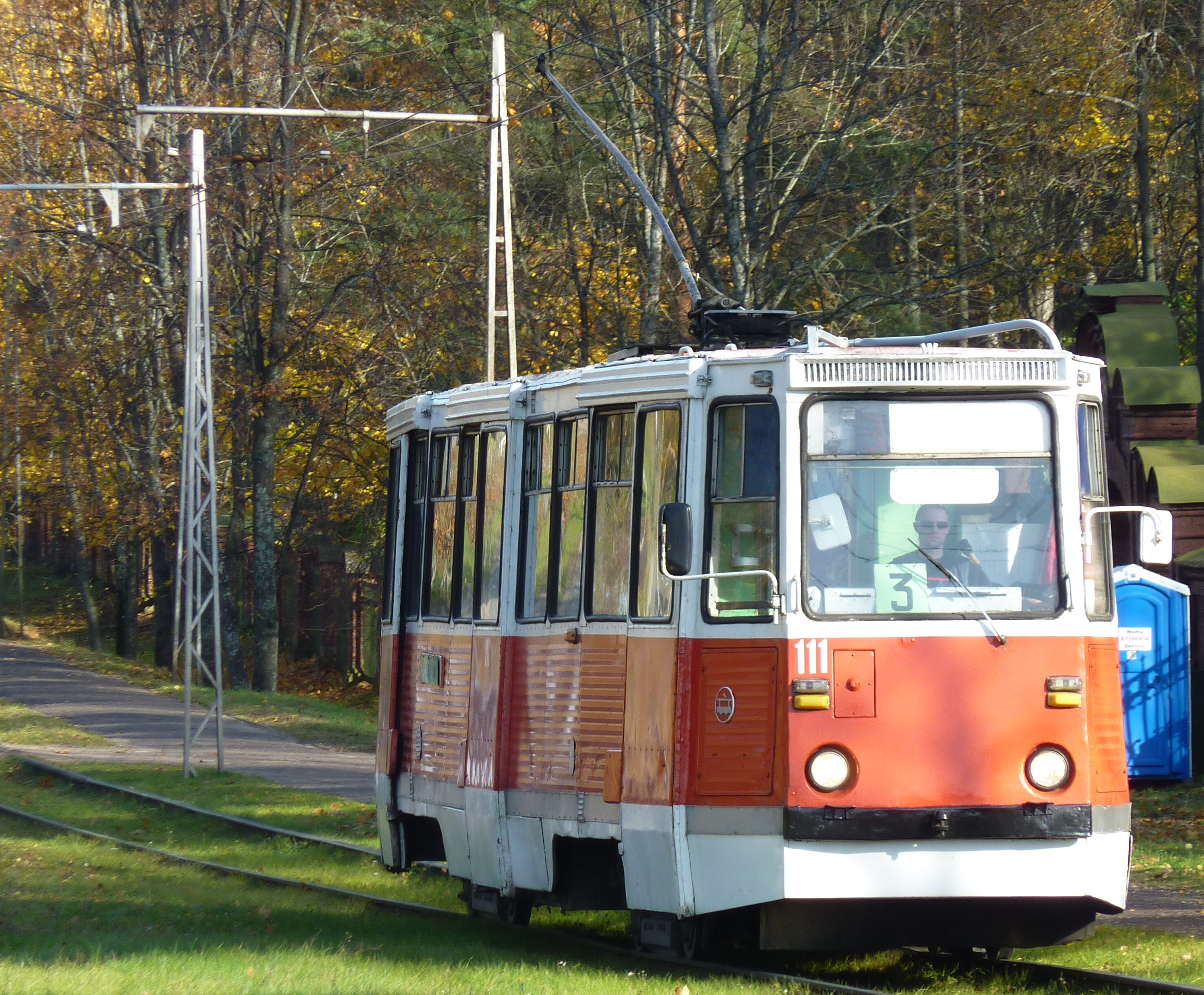
Ust-Katavs järnvägsvagnsfabrik KTM-5

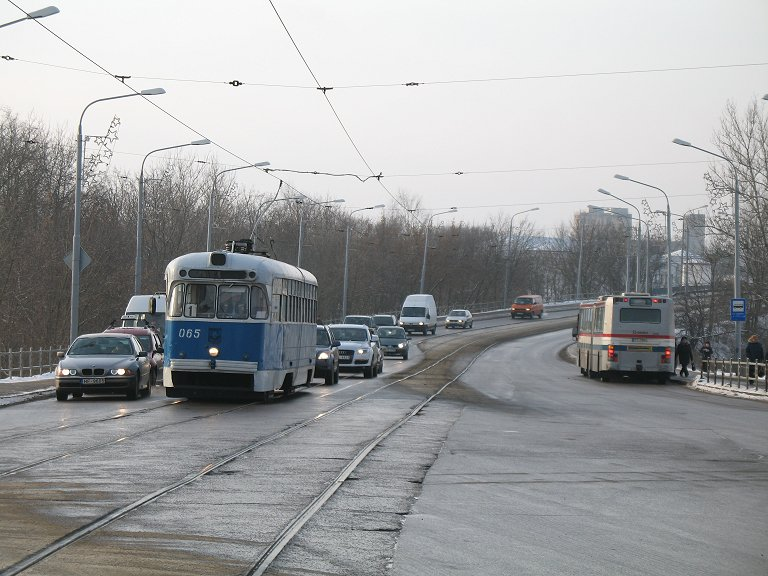
Wagonfabrik Riga RWS-6

Daugavpils spårväg är en del av lokaltransportsystemet i Daugavpils i Lettland.
I Lettland finns spårvägsnät i Riga, Daugavpils och Liepāja. I Daugavpils öppnades den första spårvägslinjen 1946 och byggdes med rysk spårvidd (1 524 millimeter) . År 1950 tillkom en andra linje, och linjerna har sedan förlängts 1951, 1958, 1965 och 1990 till ett nät på 27 kilometer. Trafiken sker idag på tre linjer.

## Linjer
| Linje | Öppnad | Linienweg                                               | Hållplatser | Längd  | Restid |
| ----- | ------ | ------------------------------------------------------- | ----------- | ------ | ------ |
| 1     | 1946   | Butļerova iela ↔ Stacija ("Stationen")                  | 19          | 6,8 km | 28 min |
| 2     | 1947   | Butļerova iela ↔ Maiznīca Dinella ("Förstaden Dinella") | 17          | 5,7 km | 23 min |
| 3     | 1949   | Stropu ezers ↔ Cietoksnis ("Fästningen")                | 22          | 8,8 km | 35 min |

## Fordon
Daugavpils spårväg trafikeras 2018 av 41 spårvagnar:
- 8 modell Ust-Katavs järnvägsvagnsfabrik 71-623 (ledspårvagn, inköpta 2014)
- 4 modell Ust-Katavs järnvägsvagnsfabrik 71-631 (ledspårvagn, inköpta 2014)
- 13 modell Ust-Katavs järnvägsvagnsfabrik KTM-5
- 10 spårvagnar av modell ČKD Tatra T3, inköpta från Strassenbahn Schwerin i Schwerin i Tyskland 2002
- 6 vagnar av modell Wagonfabrik Riga RWS-6